# Liste der Stolpersteine in Homberg (Efze)
Die Liste der Stolpersteine in Homberg (Efze) enthält alle Stolpersteine, die im Rahmen des gleichnamigen Kunst-Projekts von Gunter Demnig in Homberg (Efze) verlegt wurden. Mit ihnen soll an die Opfer des Nationalsozialismus erinnert werden, die in Homberg (Efze) lebten und wirkten.

## Verlegte Stolpersteine
| Bild                                           | Name, Inschrift                                                                    | Adresse                    | Verlege- datum | Anmerkung                           |
| ---------------------------------------------- | ---------------------------------------------------------------------------------- | -------------------------- | -------------- | ----------------------------------- |
| der Stolperstein für Robert Höxter             | Hier wohnte Robert Höxter Jg. 1875 deportiert Łodz ermordet 1942                   | Bahnhofstraße 1 (Lage)     |                | liegt vor Haus Westheimer Straße 35 |
| der Stolperstein für Selma Höxter              | Hier wohnte Selma Höxter Jg. 1881 deportiert Łodz ermordet 1942                    | Bahnhofstraße 1 (Lage)     |                | liegt vor Haus Westheimer Straße 35 |
| der Stolperstein für Emil Moses                | Hier wohnte Emil Moses Jg. 1879 deportiert ermordet 29.9.1942 Treblinka            | Bischofstraße 5 (Lage)     |                |                                     |
| der Stolperstein für Emil Moses                | Hier wohnte Emil Moses Jg. 1906 deportiert Auschwitz ermordet 1942                 | Bischofstraße 5 (Lage)     |                |                                     |
| der Stolperstein für Rebecca Moses             | Hier wohnte Rebecca Moses Jg. 1871 deportiert ermordet 29.9.1942 Treblinka         | Bischofstraße 5 (Lage)     |                |                                     |
| der Stolperstein für Alfred Gotthelf           | Hier lebte Alfred Gotthelf Jg. 1933 ermordet 20.10.1943 Hadamar                    | Bischofstraße 6 (Lage)     |                |                                     |
| der Stolperstein für Amanda Gotthelf           | Hier lebte Amanda Gotthelf Jg. 1931 ermordet 21.10.1943 Hadamar                    | Bischofstraße 6 (Lage)     |                |                                     |
| der Stolperstein für Edeltruth Gotthelf        | Hier lebte Edeltruth Gotthelf Jg. 1932 ermordet 1.11.1943 Hadamar                  | Bischofstraße 6 (Lage)     |                |                                     |
| der Stolperstein für Klara Gotthelf            | Hier lebte Klara Gotthelf Jg. 1937 ermordet 26.10.1943 Hadamar                     | Bischofstraße 6 (Lage)     |                |                                     |
| der Stolperstein für Helmut W.                 | Hier lebte Helmut W. Jg. 1933 ermordet 21.10.1943 Hadamar                          | Bischofstraße 6 (Lage)     |                |                                     |
| der Stolperstein für Sonja                     | Hier wohnte Sonja 'Zigeunerkind' Jg. 1940 ermordet 1943 Hadamar                    | Bischofstraße 6 (Lage)     |                |                                     |
| der Stolperstein für Abraham Vogel             | Hier wohnte Abraham Vogel Jg. 1884 deportiert ??? für tot erklärt                  | Holzhäuser Straße 3 (Lage) |                |                                     |
| der Stolperstein für Hedwig Vogel              | Hier wohnte Hedwig Vogel Jg. 1898 deportiert ??? für tot erklärt                   | Holzhäuser Straße 3 (Lage) |                |                                     |
| der Stolperstein für Auguste Kann              | Hier wohnte Auguste Kann Jg. 1873 deportiert Theresienstadt ermordet 12.9.1942     | Lange Straße 23 (Lage)     |                |                                     |
| der Stolperstein für Julius Kann               | Hier wohnte Julius Kann Jg. 1905 deportiert ermordet 18.1.1945 KZ Dachau           | Lange Straße 23 (Lage)     |                |                                     |
| der Stolperstein für Meta Kann                 | Hier wohnte Meta Kann Jg. 1901 deportiert ermordet 2.1.1945 KZ Stutthof            | Lange Straße 23 (Lage)     |                |                                     |
| der Stolperstein für Frieda Heilbrunn          | Hier wohnte Frieda Heilbrunn Jg. 1899 deportiert 1941 ermordet in Łodz             | Salzgasse 9 (Lage)         |                |                                     |
| der Stolperstein für Julius Heilbrunn          | Hier wohnte Julius Heilbrunn Jg. 1897 deportiert 1942 ermordet in Theresienstadt   | Salzgasse 9 (Lage)         |                |                                     |
| der Stolperstein für Minna Heilbrunn           | Hier wohnte Minna Heilbrunn Jg. 1865 deportiert Treblinka ermordet 29.9.1942       | Salzgasse 9 (Lage)         |                |                                     |
| der Stolperstein für Dr. Heinemann Goldschmidt | Hier wohnte Dr. Heinemann Goldschmidt Jg. 1879 Flucht 1938 USA überlebt            | Schwenkenweg 6 (Lage)      |                |                                     |
| der Stolperstein für Henriette Goldschmidt     | Hier wohnte Henriette Goldschmidt Jg. 1876 deportiert ermordet 26.3.1944 Sobibor   | Untergasse 30 (Lage)       |                |                                     |
| der Stolperstein für Paul Goldschmidt          | Hier wohnte Paul Goldschmidt Jg. 1902 deportiert 1941 Minsk ??? für tot erklärt    | Untergasse 30 (Lage)       |                |                                     |
| der Stolperstein für Siegfried Goldschmidt     | Hier wohnte Siegfried Goldschmidt Jg. 1899 deportiert Auschwitz ermordet 29.7.1942 | Untergasse 30 (Lage)       |                |                                     |